# 阿历克塞五世
阿历克塞五世·杜卡斯 （希臘語：Ἀλέξιος Δούκας，拉丁拼写：Alexius V Ducas；約1140年－1204年12月）是拜占庭帝国（东罗马帝国）皇帝，约1204年2月5日至同年4月12日在位，绰号“穆尔楚弗洛斯（希腊语：Μούρτζουφλος）”，可能指他的眉毛浓密突出，也可能指他的性格阴沉。他在第四次十字军驻扎君士坦丁堡城外的情况下，于1204年2月发动政变推翻了十字军一年前拥立的伊萨克二世及阿历克塞四世两位皇帝，十字军随后对君士坦丁堡展开了攻击，他尽力抵抗敌军，但君堡还是在4月失陷。逃出城外后，他投奔前皇帝阿历克塞三世，却被弄瞎了眼睛，之后他被拉丁帝国俘获，同年12月被处决。

## 出身与性格
阿历克塞·杜卡斯的姓是杜卡斯，杜卡斯家族是拜占庭帝国数一数二的世家大族，但我们并不清楚他祖先的情况，杜卡斯这个姓氏此时也不是杜卡斯家族专有，许多出身卑微的家族也使用这个姓。记载宣称，他在母系方面是阿历克塞一世皇帝（1081-1118年在位）的四世孙，这并不是不可能，安格洛斯王朝的皇帝和一些皇位觊觎者都与之前统治帝国的科穆宁家族有着亲戚关系，有些是血亲后代，有些是姻亲后代。现代学者提出的假说认为他的父亲可能名叫伊萨克·杜卡斯（Isaac Doukas），他本人则与阿历克塞四世是第二代堂表亲（曾祖辈有相同的祖先）。一封送给罗马教宗英诺森三世的信件中写道，阿历克塞·杜卡斯与阿历克塞四世间有血缘关系。
与阿历克塞五世同时代的拜占庭史家尼基塔斯·霍尼亚提斯在著作中描绘了他的性格，阿历克塞在位时曾免了这位史家的财政书记职务，因此后者的记载可能会对他有些偏见，不过尼基塔斯还是赞扬他有着天然的智慧，也指出了他傲慢、好色的缺点。

## 登上皇位

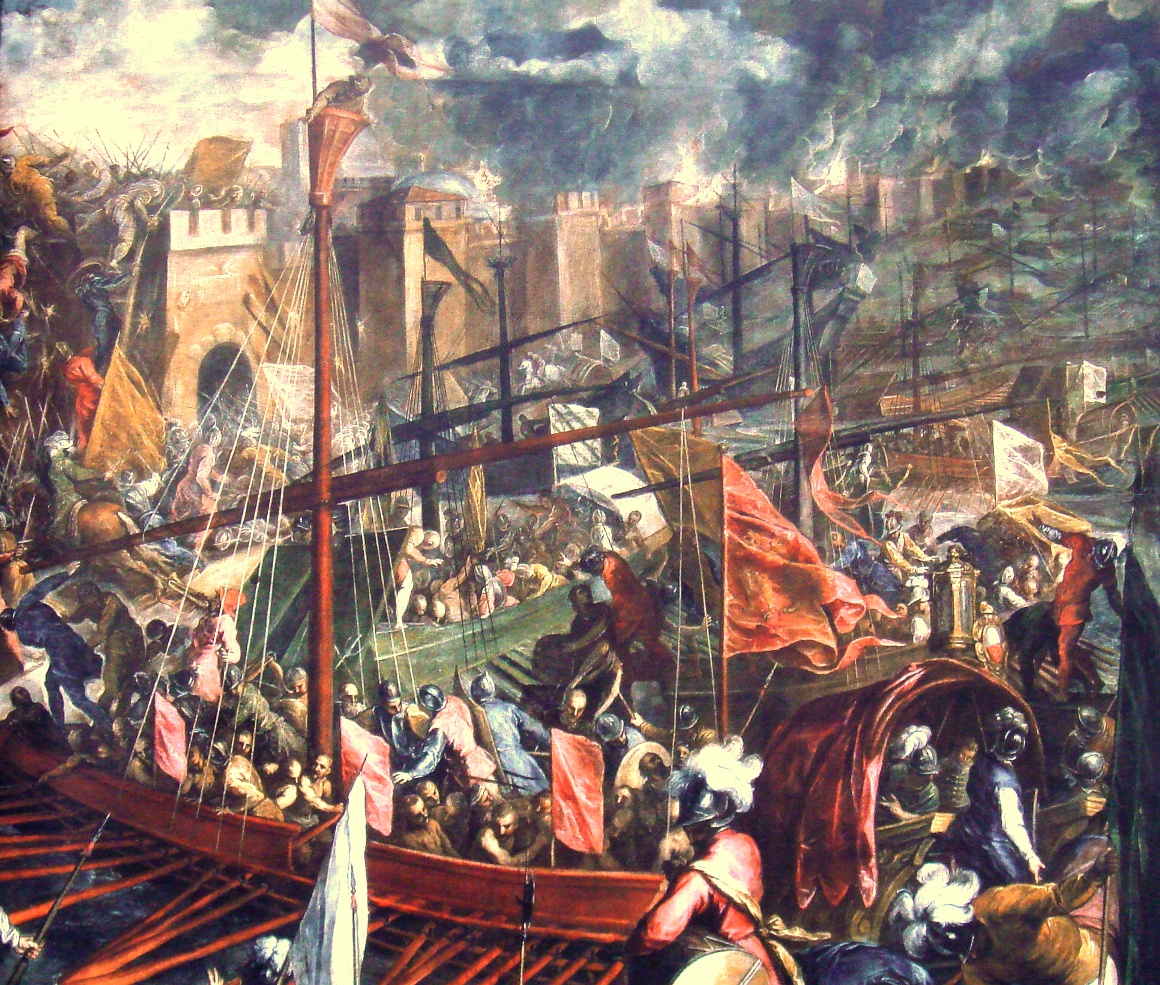
威尼斯画家帕尔马·乔凡尼绘制的十字军进攻君士坦丁堡景象

阿历克塞·杜卡斯参与过1200年“胖子”约翰·科穆宁推翻阿历克塞三世（1195-1203年在位）的不成功政变，失败后被投入监狱，很可能一直被关押到1203年。1203年7月，拜占庭前皇帝，阿历克塞三世的弟弟伊萨克二世（1185-1195年第一次在位）与儿子阿历克塞（后来的阿历克塞四世）引着第四次十字军攻占君士坦丁堡，二人共同即位，阿历克塞·杜卡斯可能就是在此时被释放，且被任命为“首席衣橱总管”（帝国财政部门的首脑）。他曾结过两次婚，据说阿历克塞三世的女儿优多基娅·安格利娜是他的情妇。
1204年初，伊萨克二世与阿历克塞四世两位皇帝逐渐失去民心，城外的拉丁骑士与其威尼斯盟友让市民们忧心忡忡，两位皇帝无法让人民安心。另一方面，两位皇帝之前向十字军们许诺的一大笔报酬，以及提供援军的保证都没能实现，十字军们也失去了耐心，开始在君士坦丁堡城中纵火、劫掠。大火波及了君士坦丁堡六分之一的城区，可能造成三分之一的市民无家可归，混乱的民众丧失了抵抗拉丁人的信心。这时，阿历克塞·杜卡斯成为反拉丁人行动的领导人之一，在特里佩托斯·利索斯（Trypetos Lithos）组织了一次攻击拉丁人的行动，战斗中，他的坐骑被绊倒，险些丧命或被俘，好在青年市民组成的一队弓箭手保护了他。这次战斗之后，他赢得了民心，同时他也开始利用民众的反拉丁人情绪，追求自己的野心。
1月底，君士坦丁堡市民发动了暴动，混乱之中，拜占庭元老院推举贵族尼霍拉斯·卡纳博斯为皇帝，但他拒绝接受皇位。两位共治皇帝躲在布拉赫奈宫中，委托阿历克塞·杜卡斯向十字军求援，至少也向他传达了此种意愿。1月28日夜至次日，阿历克塞没有去联系十字军，而是借进入皇宫的机会贿赂瓦兰吉卫队，并在他们的支援下逮捕了两位皇帝。尼基塔斯·霍尼亚提斯记载，一个宦官帮助他进入帝国国库，使他的贿赂得以成功。瓦兰吉卫队在这次政变中应该是起到了最重要的作用，不过他也有一些来自亲戚与同党的援助。阿历克塞四世被囚禁，很快被杀，又老又瞎的伊萨克二世则在政变前后死去，人们认为他是死于恐惧、悲伤或虐待。阿历克塞·杜卡斯宣布赦免元老院拥立的尼霍拉斯，并为他提供了一个高等的官位，但被正在圣索菲亚大教堂中避难的尼霍拉斯拒绝；随后阿历克塞便派人将他强行拖出教堂，在教堂门口的台阶上杀死了他。

## 组织防御

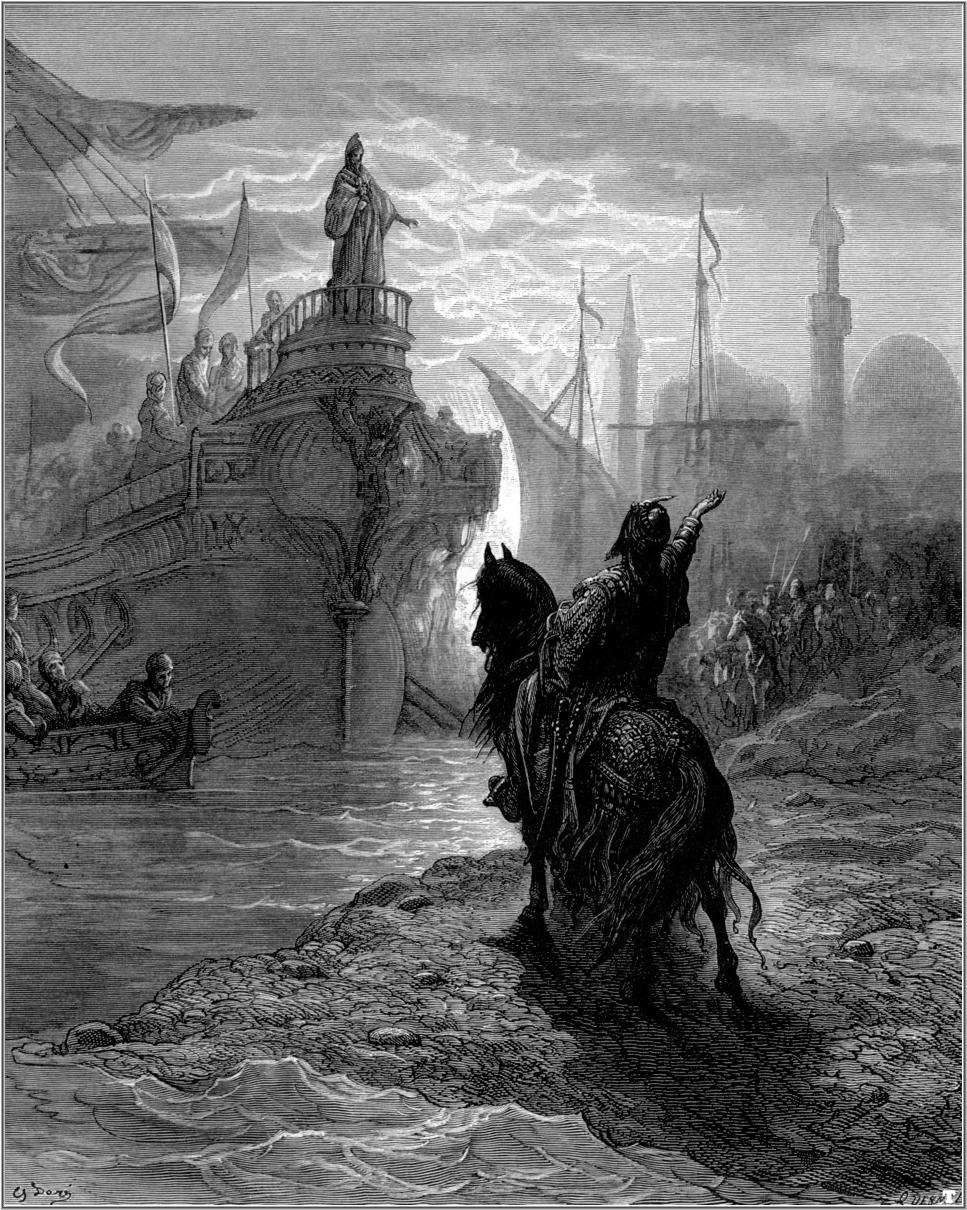
古斯塔夫·多雷的画作，描绘阿历克塞五世与恩里克·丹多洛谈判的场景

关于阿历克塞·杜卡斯加冕的时间，有不同的说法：他可能在废黜阿历克塞四世及伊萨克二世的当晚就已称帝，历史学家亨德里克斯（Hendrickx）和马祖基斯（Matzukis）则认为，他在当时就接受了皇帝的标志物，但稍后才加冕，可能是在2月5日。他即位之后，发现国库空空，就没收了许多贵族与高级官僚的财产，用于公众事业。这一举动使他获得了一般民众的欢迎，但伤害了他的亲戚和其他重要支持者的感情。
稳固了统治之后，新皇帝禁止十字军进入城市，并开始修整防御工事，他还亲自带兵，攻击到处寻找补给的十字军。2月2日，为了寻找粮食，十字军领袖佛兰德的亨利带着一支军队前往菲利亚（Filea或Phileas），在他们返回营地的路上，阿历克塞袭击了他的后卫部队，但拜占庭军战败，精锐部队损失不小，还丢失了一幅有名的圣母圣像，皇帝本人也差点丧命。与此同时，阿历克塞还尝试用小船火攻十字军舰队，也告失败。
圣母玛利亚是君士坦丁堡的保护者，圣像的丢失，打击了城中市民的信心，许多人相信，拉丁人的胜利得到了上帝的认可，他们的胜利就是对拜占庭帝国罪孽的惩罚。
2月8日，阿历克塞五世与威尼斯总督，远征的领导者恩里科·丹多洛举行和谈，但威尼斯人提出的条件过于苛刻，拜占庭人无法接受。尼基塔斯·霍尼亚提斯记载，和谈不成，十字军骑兵就袭击了皇帝与他的随从，险些将其俘虏，和谈也就此告终。阿历克塞四世在同一天被杀，可能是由于十字军提出让他复位的要求。十字军得知他的死讯后，双方的关系进一步恶化。3月，所有拉丁居民被驱逐出君士坦丁堡，成为双方关系的一大转折点，十字军开始准备最后的攻击，并开始了瓜分拜占庭帝国的谈判。

## 逃亡与死亡

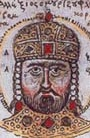
15世纪拜占庭手抄本中的阿历克塞五世像

4月9日，十字军发动总攻，拜占庭守军成功挡下了这次进攻，但4月12日，拉丁人再次大举进攻，拜占庭军战败，十字军冲破海墙上的佩特里亚门进入城市，劫掠了布拉赫奈宫。阿历克塞五世试图鼓舞市民起来防御，但并无效果，12日晚，他带着情妇优多基娅·安格利娜（阿历克塞三世之女）和情妇的母亲，前皇后欧芙洛绪涅·杜卡伊娜·卡玛特拉，搭上一艘渔船逃往色雷斯。残余的守军与民众在圣索菲亚大教堂拥立君士坦丁·拉斯卡里斯为帝，但他无法说服瓦兰吉卫队继续战斗，13日凌晨，他也逃离了君士坦丁堡，于是整座城市落入十字军之手。
阿历克塞五世与他的同伴到达了莫西诺波利斯城，这里被逃亡在外的前皇帝阿历克塞三世控制。起初，双方相处融洽，阿历克塞五世也正式与优多基娅·安格利娜结婚，但不久后，阿历克塞三世就下令逮捕他，还把他弄瞎（按拜占庭传统，盲人不能再当皇帝），随后丢下他离开。当年11月，阿历克塞五世在莫西诺波利斯附近（也可能是在安纳托利亚）被拉丁将领蒂埃里·德卢斯俘虏。十字军以囚犯的身份将他带回君士坦丁堡，指控他谋杀阿历克塞四世，犯叛国罪，他辩解道，阿历克塞四世招引十字军前来进攻，已经背叛了拜占庭帝国。十字军最后还是判他有罪，并以一种新奇的方式将他处决——把他从狄奥多西纪功柱顶端扔下摔死。新生的拉丁帝国可能认为，公开审判并处死这位“杀害最后一位合法皇帝的凶手”，可以为自己的统治增添合法性。阿历克塞五世成为拉丁帝国建立前最后一位统治君士坦丁堡的拜占庭皇帝，拉丁帝国存在并占领该城57年，直到1261年尼西亚帝国的米海尔八世收复君士坦丁堡，拜占庭帝国才得以恢复。

## 脚注
1. ↑  Choniates 1984，第307頁，参见Head C. 1980，第238頁, 指出阿历克塞·杜卡斯在年轻时就被同伴们称作“穆尔楚弗洛斯（希腊语：Μούρτζουφλος）”，因为他的两边眉毛长到了一起，高出眼睛不少。
2. ↑  Hendrickx B & Matzukis C 1979，第111頁
3. ↑  Akropolites, G. 2007，第112頁
4. ↑  Choniates 1984，第311＆314頁
5. ↑  Hendrickx B & Matzukis C 1979，第112-113頁
6. ↑  Choniates 1984，第303-304＆307頁
7. ↑  Madden F. 1992
8. ↑  Madden F. 1995，第742頁
9. ↑  Choniates 1984，第307-309頁
10. ↑  Hendrickx B & Matzukis C 1979，第118-120頁
11. ↑  Runciman 1987，第120-121頁
12. ↑  Hendrickx B & Matzukis C 1979，第120-122頁
13. ↑  Choniates 1984，第311-312頁
14. ↑  Giarenis I. 2017，第78頁
15. ↑  Choniates 1984，第312頁
16. ↑  Hendrickx B & Matzukis C 1979，第123-124頁
17. ↑  Hendrickx B & Matzukis C 1979，第124-125頁
18. ↑  Hendrickx B & Matzukis C 1979，第121-127頁
19. ↑  Choniates 1984，第313-314頁
20. ↑  Avner Falk 2010，第163頁
21. ↑  Akropolites, G. 2007，第117頁
22. ↑  Choniates 1984，第334頁
23. ↑  Hendrickx B & Matzukis C 1979，第127-131頁

## 延伸阅读
- Jonathan Harris, Byzantium and the Crusades (London and New York, 2nd ed., 2014). ISBN 978-1-78093-767-0
- 亚历山大·卡日丹 (编). . 牛津: 牛津大学出版社. 1991. ISBN 0-19-504652-8.
- Jonathan Phillips, The Fourth Crusade and the Sack of Constantinople (London and New York, 2004)
- Savignac, David. .   [2017-08-29]. （原始内容存档于2019-07-13）.
- Chisholm, Hugh (编). .  1 (第11版). London: Cambridge University Press: 578. 1911.

| 阿历克塞五世 安格洛斯王朝出生于：1140年不明逝世於：1204年12月 | 阿历克塞五世 安格洛斯王朝出生于：1140年不明逝世於：1204年12月 | 阿历克塞五世 安格洛斯王朝出生于：1140年不明逝世於：1204年12月 |
| 統治者頭銜                                                    | 統治者頭銜                                                    | 統治者頭銜                                                    |
| ------------------------------------------------------------- | ------------------------------------------------------------- | ------------------------------------------------------------- |
| 前任者： 阿历克塞四世 和 伊萨克二世                           | 拜占庭皇帝 1204年2月5日 – 1204年4月12日                       | 繼任者： 君士坦丁·拉斯卡里斯 和 狄奥多尔一世 為尼西亚皇帝     |
| 前任者： 阿历克塞四世 和 伊萨克二世                           | 拜占庭皇帝 1204年2月5日 – 1204年4月12日                       | 繼任者： 米海尔一世 為伊庇鲁斯统治者                          |
| 前任者： 阿历克塞四世 和 伊萨克二世                           | 拜占庭皇帝 1204年2月5日 – 1204年4月12日                       | 繼任者： 阿历克塞一世 為特拉比松皇帝                          |
| 前任者： 阿历克塞四世 和 伊萨克二世                           | 拜占庭皇帝 1204年2月5日 – 1204年4月12日                       | 繼任者： 鲍德温一世 為拉丁帝国皇帝                            |